# Llançador d'aplicacions
Un llançador d'aplicacions o interfície d'inici és un programa informàtic que ajuda els usuaris a localitzar i executar altres programes informàtics. Un llançador d'aplicacions proporciona accessos directes als programes d'ordinador i emmagatzema els accessos directes en un sol lloc perquè siguin més fàcils de trobar.
Exemples per diferents entorns d'escriptori i sistemes operatius:
- Microsoft Windows: LiberKey, PortableApps.com Platform, SliderDock, SyMenu, etc.
- Sistemes Unix-like: GNOME Do, Launchy, Unity Dash, wbar, etc.
- Mac OS X: Quicksilver, LaunchBar, etc.